# マリア・デ・ロス・ドロレス・デ・ボルボン＝ドス・シシリアス
マリア・デ・ロス・ドロレス・デ・ボルボン＝ドス・シシリアス・イ・オルレアンス（María de los Dolores de Borbón-Dos Sicilias y Orleans, 1909年11月15日 - 1996年5月11日 マドリード）は、スペインの王族、スペイン王女（Infanta de España）。結婚によりチャルトリスカ公爵夫人を名乗った。スペイン王フアン・カルロス1世の母方の伯母にあたる。全名はマリア・デ・ロス・ドロレス・ビクトリア・フェリパ・マリア・デ・ラス・メルセデス・ルイサ・カルロータ・エウヘニア・デ・トドス・ロス・サントス（María de los Dolores Victoria Felipa María de las Mercedes Luisa Carlota Eugenia de Todos los Santos de Borbón-Dos Sicilias y Orleans）。

## 生涯
両シチリア王家出身のカラブリア公カルロ・タンクレーディとその2番目の妻でフランスのオルレアニスト王位請求者パリ伯フィリップの娘であるルイーズ・ドルレアンの間の第2子、長女として生まれた。父親が先妻のスペイン王女マリア・デ・ラス・メルセデスとの結婚を通じてスペイン王室の一員となっていたため、ドロレスとその同母兄妹はスペイン王アルフォンソ13世の特旨により、異母兄姉と同じくスペイン王子・王女の称号を授けられた。家族からはドーラ（Dola）の愛称で呼ばれた。
1937年8月12日にスイス・ローザンヌのウシー地区において、ポーランド人大貴族のアウグスティン・ユゼフ・チャルトリスキ公爵と結婚した。チャルトリスキ公爵はシェニャヴァ（ポーランド領ポトカルパチェ県）に所領（オルディナツィア）を持つ大地主で、ドロレスと同じくフランス王ルイ・フィリップの玄孫だった。しかし1939年にドイツ軍がポーランドに侵攻すると、一族の資産を隠そうとした公爵夫妻はゲシュタポによって逮捕・拘束された。しかしイタリア王家やスペイン王家の働きかけにより、夫妻は何とか1939年末にはスペインに亡命することが出来た。
ドロレスは1946年に最初の夫と死別した後、1950年12月29日にセビーリャにおいて、カルロス・チアス・オソリオ（Carlos Chias Osorio, 1925年 - ）と再婚した。

## 子女
最初の夫チャルトリスキ公爵との間に息子2人をもうけた。
- アダム・カロル（1940年 - ）
- ルドヴィク・ピョトル（1945年 - 1946年）